# Sân bay quốc gia El Tajín
Sân bay quốc gia El Tajín (IATA: PAZ, ICAO: MMPA) là một sân bay ở gần Poza Rica, Veracruz, México. Sân bay này được đặt tên theo địa điểm khảo cổ El Tajín. Sân bay này phục vụ các tuyến nội địa và quốc tế cho thành phố Poza Rica. Đơn vị vận hành là Aeropuertos y Servicios Auxiliares, một công ty quốc doanh liên bang.

## Các hãng hàng không và tuyến điểm
- Aeroméxico
  - Aeroméxico Connect (Ciudad del Carmen, Mexico City, Monterrey, Tampico, Veracruz)
- Aeromar (Mexico City, Reynosa, Villahermosa)
- ALMA de Mexico (Reynosa, Villahermosa)